# St. Matthias (Bisztynek)

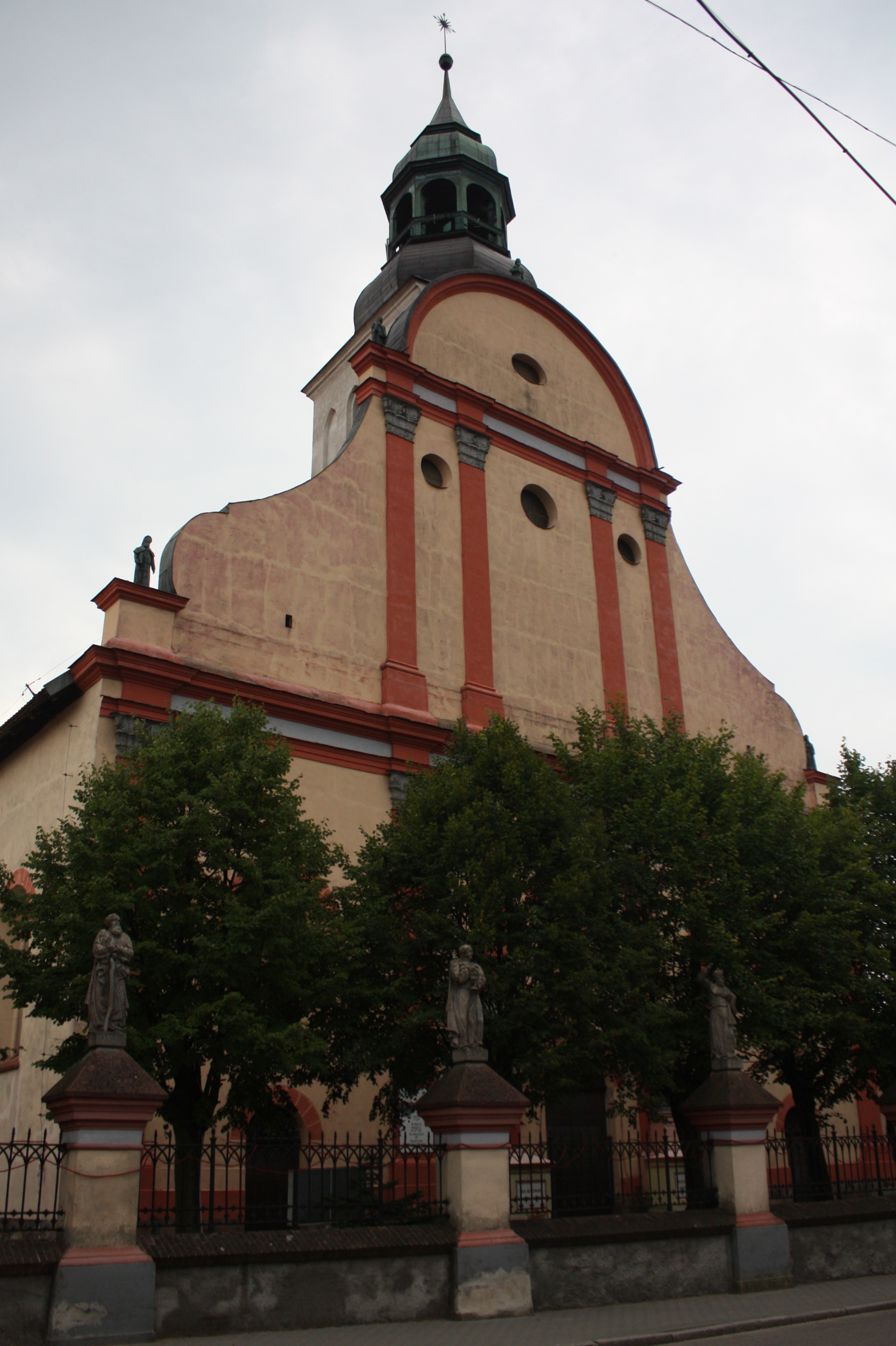
St. Matthias Bischofstein

Die römisch-katholische Kirche St. Matthias (polnisch Kościół Macieja Apostoła i Najdroższej Krwi Pana Jezusa) in Bisztynek (deutsch Bischofstein) geht auf die Zeit des Deutschen Ordens zurück.

## Geschichte
Nach Bericht der Heilsberger Chronik wurde die Kirche 1400 geweiht. Bischofstein wurde 1463 unter Bischof Paul von Lengendorf lässt aus militärischen Gründen die Stadt Bischofstein niedergebrannt, 1481 wurde eine neue Handfeste verliehen. Die Kirche wurde etwa 1390–1400 errichtet, vermutlich ohne Turm oder nur mit Turmstumpf. Der Turm wurde bis 1579 vollendet. Nach der Beschreibung des Visitationsprotokolls von 1609 hatte der Bau eine gewölbte, zweigeschossige Sakristei an der Nordostseite, an die Stadtmauer angelehnt. Nach Überlieferung hatte die Sakristei ein kleines Fenster nach Ostempore. 1728–1739 wurden ein nördliches Seitenschiffe, 1775–1781 ein südliches Seitenschiff angefügt, wobei große Teile der Umfassungsmauern abgebrochen wurden. Der verbliebene mittelalterliche Bau verschwand unter einer barocken Hülle. Lediglich das Obergeschoss des Turmes ragt mit seiner alten Wandgliederung noch heute sichtbar aus dem Dach hervor. Die Kirche gehörte zu deutscher Zeit zum Archipresbyterat Seeburg im Bistum Ermland.

## Bauwerk
Die Kirche ist ein ursprünglich ungewölbter Saalbau. Die zweigeschossige Westfassade mit Haupteingang in der Mitte ist mit einem halbovalen Giebel gekrönt, hinter dem sich der Turm befindet. Von der alten Wandgliederung des Turms ist das obere Geschoss mit vier spitzbogigen Blenden an jeder Seite sichtbar. Im Durchgang zwischen Turmhalle und Langhaus befinden auf beiden Seiten je eine spitzbogige Nische. Das Kircheninnere ist dreischiffig, wobei die Schiffe durch hohe Arkaden getrennt sind. Die Innenausstattung ist barock gehalten. Der Hauptaltar aus dem Jahr 1772, entworfen von Christian Bernard Schmidt aus Rößel.